# Geher-Länderkampf der Männer 1966 BR Deutschland – Frankreich – Schweiz
| 1. Leichtathletik-Länderkampf mit bundesdeutscher Beteiligung 1966 | 1. Leichtathletik-Länderkampf mit bundesdeutscher Beteiligung 1966 |
| ------------------------------------------------------------------ | ------------------------------------------------------------------ |
|                                                                    |                                                                    |
| Geher-Vergleich der Männer: BR Deutschland – Frankreich – Schweiz  |                                                                    |
| Austragungsort                                                     | Schongau                                                           |
| Wettbewerbe                                                        | 2                                                                  |
| Datum                                                              | 29. Mai                                                            |
| 1. FRG 2. FRA 3. SUI                                               | 40 Punkte 31 Punkte 21 Punkte                                      |
| Chronik                                                            |                                                                    |
| ← letzter LK 1965: 00SUI-FRG-FRA Geher (M)                         | FRG-URS 10kampf →                                                  |

Der erste Vergleich des Länderkampfjahres 1966 war eine Begegnung der Geher. Am 29. Mai traf die Bundesrepublik Deutschland in Schongau auf Frankreich und die Schweiz. Einzeln hatte es sowohl mit Frankreich als auch mit der Schweiz bereits Aufeinandertreffen gegeben, doch in einem Geher-Vergleich waren die drei Nationen gemeinsam bisher nicht aufeinander getroffen.

## Wettbewerbe und Modus
Mit dem Straßengehen über 20 und diesmal wieder über die längere Distanz von 50 Kilometern standen wie gewohnt zwei Wettbewerbe auf dem Programm. Nach den üblichen Regeln kamen von vier Startern je Land in den beiden Wettbewerben die jeweils besten drei in die Wertung. Der erste Rang brachte zehn Punkte, der zweite acht, der dritte sieben, der vierte sechs usw.

## Ergebnis
In beiden Wettbewerben gewann ein Franzose die Einzelwertung. Doch für die Gesamtwertung waren die bundesdeutschen Geher mit ihren Rängen zwei, drei und fünf in beiden Disziplinen am besten platziert. So ging der Sieg mit 41 Punkten an die Bundesrepublik Deutschland. Den zweiten Platz belegte Frankreich mit 31 Punkten vor der Schweiz, die auf 21 Punkte kam.

## Legende
Kurze Übersicht zur Bedeutung der Symbolik – so üblicherweise auch in sonstigen Veröffentlichungen verwendet:
| DNF | nicht im Ziel (did not finish) |

## Resultate

### 20-km-Straßengehen
| Platz | Athlet             | Land | Zeit (h)           |
| ----- | ------------------ | ---- | ------------------ |
| 01    | Henry Delerue      | FRA  | 1:34:28,0          |
| 02    | Karl-Heinz Pape    | FRG  | 1:36:15,6          |
| 03    | Kurt Schreiber     | FRG  | 1:37:46,0          |
| 04    | Willy Stihl        | SUI  | 1:39:07,0          |
| 05    | Herbert Staubach   | FRG  | 1:40:13,0          |
| 06    | Joseph Bouillon    | FRA  | 1:43:09,0          |
| 07    | René Pfister       | SUI  | 1:45:00,0          |
| 08    | Florian Monney     | SUI  | 1:46:01,0          |
| 09    | Louis Chevalier    | FRA  | 1:48:10,0          |
| 10    | Jean Bouillon      | FRA  | 1:51:51,0          |
| 11    | Ueli Trittibach    | SUI  | 1:57:36,0          |
| DNF   | Bernhard Nermerich | FRG  | Aufgabe nach 15 km |

### 50-km-Straßengehen
| Platz | Athlet            | Land | Zeit (h)  |
| ----- | ----------------- | ---- | --------- |
| 01    | Jacques Arnoux    | FRA  | 4:25:14,6 |
| 02    | Werner Hupfeld    | FRG  | 4:26:00,2 |
| 03    | Gerhard Weidner   | FRG  | 4:31:03,6 |
| 04    | Erwin Stutz       | SUI  | 4:33:00,8 |
| 05    | Hans-Jürgen Paul  | FRG  | 4:35:00,4 |
| 06    | Gilbert Belin     | FRA  | 4:36:02,0 |
| 07    | Gerd Schuth       | FRG  | 4:39:25,0 |
| 08    | Manfred Aeberhard | SUI  | 4:43:02,0 |
| 09    | Paul Marit        | FRA  | 4:51:58,0 |
| 10    | Max Grob          | SUI  | 4:53:39,0 |
| 11    | Jean Leroy        | FRA  | 5:04:37,4 |
| 12    | Michel Vallotton  | SUI  | 5:10:56,8 |